# Eleva (Wisconsin)
Eleva es una villa ubicada en el condado de Trempealeau en el estado estadounidense de Wisconsin. En el Censo de 2010 tenía una población de 670 habitantes y una densidad poblacional de 432,59 personas por km².

## Geografía
Eleva se encuentra ubicada en las coordenadas 44°34′36″N 91°28′13″O / 44.57667, -91.47028. Según la Oficina del Censo de los Estados Unidos, Eleva tiene una superficie total de 1.55 km², de la cual 1.5 km² corresponden a tierra firme y (3.18%) 0.05 km² es agua.

## Demografía
Según el censo de 2010, había 670 personas residiendo en Eleva. La densidad de población era de 432,59 hab./km². De los 670 habitantes, Eleva estaba compuesto por el 97.91% blancos, el 0% eran afroamericanos, el 0.15% eran amerindios, el 0.3% eran asiáticos, el 0% eran isleños del Pacífico, el 0.75% eran de otras razas y el 0.9% pertenecían a dos o más razas. Del total de la población el 1.34% eran hispanos o latinos de cualquier raza.

## Historia
El pueblo fue originalmente llamado "Nuevo Chicago". Un gran ascensor de grano tenía las letras "Eleva" pintadas antes del invierno, así que los recién llegados asumieron que ese era el nombre de la aldea.